# 短茎淫羊藿
短茎淫羊藿（学名：Epimedium brachyrrhizum）为小檗科淫羊藿属下的一个种。

## 扩展阅读
- 維基物種上的相關：短茎淫羊藿